# エイジア・オニール
エイジア・オニール（Asjia O'Neal、1999年10月23日 - ）は、アメリカ合衆国の女子バレーボール選手。アメリカ代表。

## 来歴

### クラブチーム
インディアナポリス出身。Southlake Carroll高校を卒業後、テキサス大学オースティン校へ進学し、NCAAバレーボール選手権では2回の優勝を果たした。2022年のNCAAバレーボール選手権ではベストミドルブロッカーを受賞した。2023年、プロ・バレーボール・フェデレーションのColumbus Furyでプレーし、リーグを5位で終えた。

### 代表チーム
2023年、アメリカ代表に初選出された。同年のネーションズリーグでデビューを果たし、同大会では4位となった。2024年にも代表メンバーに選出され、ネーションズリーグに出場した。

## 人物
- 父はバスケットボールNBA選手だったジャーメイン・オニールである[3]。

## 球歴
- ネーションズリーグ - 2023年、2024年

## 受賞歴
- 2022年 - NCAA女子バレーボール選手権 ベストミドルブロッカー

## 所属クラブ
- Southlake Carroll高校
- テキサス大学オースティン校（2018-2023年）
- コロンバス・フューリー（英語版）（2023-2024年）
- LOVBオースティン （2024年-）